# Branchinella ondonguae
Branchinella ondonguae är en kräftdjursart som först beskrevs av Barnard 1924.  Branchinella ondonguae ingår i släktet Branchinella och familjen Thamnocephalidae. Inga underarter finns listade.